# John Davis
John Davis (ca. 1550- 29. december 1605 ved øen Bintang i nærheden af Sumatra) var en britisk opdagelsesrejsende, der har givet navn til Davisstrædet mellem Grønland og Nordamerika, som han passerede i 1587, på jagt efter Nordvestpassagen. Han var i årene 1585-87 tre gange i Grønland, og var den første der beskrev landet og beboerne. I 1592 opdagede han Falklandsøerne.
John Davis var den første englænder, der skrev en bog om navigation: The Seamans Secrets (1595 og genudgivet adskillige gange senere), og er kendt for opfindelsen af Daviskvadranten, et navigationsredskab til bestemmelse af breddegraden.

## Søgen efterNordvestpassagen
Da et handelskompagni under ledelse af Adrian Gilbert og William Sanderson havde fået ret til at søge en kortere søvej til Kina mod nord, nordØst eller nordvest, udrustedes under Davis’ kommando to små skibe, der afgik fra Dartmouth 7. juni 1585. I denne sommer og de to påfølgende opdagede Davis og berejste det efter ham opkaldte stræde. Det første land, han så, var den sydlige del af Grønland, som han kaldte "Land of Desolation", og det første sted, hvor han landede, kaldte han "Gilberts Land" (ved det senere Godthåb). Den nordligere del af Grønlands vestkyst kaldte han "London Kyst", og han nåede i åbent vand nord på til 72° 12’ n. br., men på grund af nordlige vinde måtte han gå vest på, hvor han snart kom til isen, som tvang ham syd over. Davis kaldte det nordlige land, han så på Grønland, for "Sandersons Hope" (72° 41’ n. Br., syd for Upernavik). Han landede flere steder på Grønlands kyst og havde samkvem med de indfødte. Han krydsede strædet og opdagede landet på vestsiden af dette, hvor han gav navnene "Kap Dyer", "Mount Raleigh", "Exeter Sund", "Kap Walsingham", "Kap Mercy", "Kap Chidley" og flere andre. Han besejlede forgæves Cumberlandstrædet i håb om at finde farvand her igennem, men var dog overbevist om, at den nordlige del af Amerika bestod af øer, mellem hvilke der var en nordvestpassage. Ved hans rejser 1585-1587 genopdagedes Grønland, og han gav pålidelige meddelelser om beliggenheden og udstrækningen af Grønlands vestkyst, hans rejser har derfor været af største betydning for senere ekspeditioner.

## Rejse til Sydhavet
På Thomas Cavendish’s anden ekspedition til Sydhavet 1591-1593 var Davis kaptajn på det ene skib "Desire", og Cavendish havde lovet ham, at når ekspeditionen nåede Californien, skulle han søge nordvestpassagen vest fra. Hele ekspeditionen mislykkedes, idet den ikke nåede gennem Magellanstrædet, dog opdagede Davis på hjemrejsen Falklandsøerne 14. Aug. 1592.

## Forfatterskabet
Efter hjemkomsten fra denne rejse var han optaget af udgivelsen af to nautiske værker, der viser ham som den lærde navigatør og gode matematiker. Det ene, The Seamans Secrets, udkom 1594 og senere i 8 oplag til 1657. Det giver en kortfattet og praktisk vejledning for sømanden og viser højden af den videnskabelige kundskab om navigation på den tid. Det andet værk, The Worlds Hydrographical Description, udkom 1595, og heri hævder Davis, at der må være en nordvestpassage, og nævner dens store formodede fordele.

## Endeligt
Senere sejlede han som lods (engelsk: Chief Pilot) med hollandske og engelske flåder eller enkelte skibe til Ostindien, sidst med Sir Michelborne i Skibet »Tiger«, der nær ved Øen Bintang, ved det østlige indløb til Malakkastrædet, blev overfaldet af japanske sørøvere, som dræbte Davis den 27. december 1605.